# Cigonca
Cigonca este o localitate din comuna Slovenska Bistrica, Slovenia, cu o populație de 227 de locuitori.